# Choi Song-gon
Choi Song-gon (최성곤?, 崔聖坤?; Ulsan, 6 maggio 1922 – 1951) è stato un calciatore sudcoreano, di ruolo centrocampista.

## Statistiche

### Cronologia presenze e reti in Nazionale
| Cronologia completa delle presenze e delle reti in nazionale ― Corea del Sud | Cronologia completa delle presenze e delle reti in nazionale ― Corea del Sud | Cronologia completa delle presenze e delle reti in nazionale ― Corea del Sud | Cronologia completa delle presenze e delle reti in nazionale ― Corea del Sud | Cronologia completa delle presenze e delle reti in nazionale ― Corea del Sud | Cronologia completa delle presenze e delle reti in nazionale ― Corea del Sud | Cronologia completa delle presenze e delle reti in nazionale ― Corea del Sud | Cronologia completa delle presenze e delle reti in nazionale ― Corea del Sud |
| Data                                                                         | Città                                                                        | In casa                                                                      | Risultato                                                                    | Ospiti                                                                       | Competizione                                                                 | Reti                                                                         | Note                                                                         |
| ---------------------------------------------------------------------------- | ---------------------------------------------------------------------------- | ---------------------------------------------------------------------------- | ---------------------------------------------------------------------------- | ---------------------------------------------------------------------------- | ---------------------------------------------------------------------------- | ---------------------------------------------------------------------------- | ---------------------------------------------------------------------------- |
| 2-8-1948                                                                     | Londra                                                                       | Corea del Sud                                                                | 5 – 3                                                                        | Messico                                                                      | Olimpiadi 1948                                                               | 1                                                                            |                                                                              |
| 6-8-1948                                                                     | Londra                                                                       | Svezia                                                                       | 12 – 0                                                                       | Corea del Sud                                                                | Olimpiadi 1948                                                               | -                                                                            |                                                                              |
| 2-1-1949                                                                     | Hong Kong                                                                    | Corea del Sud                                                                | 2 – 3                                                                        | Repubblica di Cina                                                           | Amichevole                                                                   | -                                                                            |                                                                              |
| Totale                                                                       |                                                                              | Presenze                                                                     | 3                                                                            |                                                                              | Reti                                                                         | 1                                                                            |                                                                              |